# Прото-панк
 Прото-панк  — одна із течій рок-музики з середини 1960-х до середини 1970-х, яка була передвісницею виникнення панк-року. Зазвичай, представники цієї течії не завжди самі називають себе панками, і прото-панк не є відмінним жанром, оскільки він включає широкий діапазон музичних впливів та стилів, у тому числі багатьох представників гаражного року.
До цієї течії належать такі американські гурти як The Stooges, MC5, Death, The Seeds, Paul Revere & the Raiders, The Monks, The Sonics, Shadows of Knight, The Velvet Underground, The Doors, Еліс Купер, The Trashmen, Suicide, ? and The Mysterians, The Standells, The Kingsmen , The Modern Lovers, New York Dolls, The Dictators, Лу Рід, Big Star, The Fugs, Television, Captain Beefheart, Патті Сміт, Richard Hell, Rocket from the Tombs і Love, німецькі колективи Ton Steine Scherben, Neu! і Can, австралійський гурт Radio Birdman, а також британські ансамблі, включаючи Them, The Kinks, The Troggs, The Animals, Move, The Who, Девід Бові, T. Rex, Faces, Mott The Hoople, Roxy Music, Doctors of Madness і Hawkwind Всіх їх зазвичай вважають найзначнішими гуртами серед тих, що згодом вплинули на панк-рок.